# Trafimage
Trafimage ist die systematisch aufgebaute Darstellung von Karten, Bahnhofsplänen und Liniennetzplänen für den öffentlichen Verkehr in der Schweiz. Trafimage veranschaulicht die Angebote des öffentlichen Verkehrs in der Schweiz in einheitlichen, leicht lesbaren Karten und Bahnhofsplänen. Der Begriff «Trafimage» setzt sich zusammen aus «traffic» (Verkehr) und «image» (Bild, Vorstellung).
Das eigens für die Schweizerischen Bundesbahnen (SBB) entwickelte Informationssystem (Systematik, Aufbau und Gestaltung) ist Bestandteil des SBB Corporate Design und urheberrechtlich geschützt. Das Erscheinungsbild von Trafimage wird auch von anderen Transportunternehmen z. B. von Postauto für die Kommunikation angewendet.

## Karten
Die Trafimage-Karten werden auf Basis des elektronischen Fahrplans erstellt und visualisieren das gesamte Streckennetz der Bahnen, Autobusse, Schiffe und Seilbahnen in der Schweiz. Es gibt ca. 300 Karten in unterschiedlichen Formaten und Massstäben für die externe und interne Kommunikation. Die Karten liegen als Printprodukte (Plakate, Faltkarten und integriert in Printmedien) sowie als bildschirmoptimierte Dateien vor. Die Anwendungsmöglichkeiten und Produktpalette der Karten werden laufend erweitert und weiterentwickelt.
Seit 2012 gibt es Trafimage-Karten auch als interaktive Webkarten. Die Webkarten werden unter map.trafimage.ch publiziert und lassen sich über API-Schnittstellen in eigene Webseiten einbinden.
Es gibt Karten in diversen Massstäben, Formaten, Sprachen oder mit unterschiedlichem Hintergrund (Relief oder Luftbild). Beispiele sind Geltungsbereichskarten für das Generalabonnement, das Halbtax-Abo und für den Swiss Travel Pass und Streckennetzkarten in den Zügen der SBB und in Bahnhöfen.
Die Datengrundlage für die meisten Karten ist die Trafimage-Datenbank FANAS, welche auf dem elektronischen Fahrplan basiert und aus der die Punkte und Linien für die Darstellung der Karten stammen. Eine andere wichtige Datenquelle ist die SBB-Datenbank der festen Anlagen (DfA).

## Bahnhofpläne

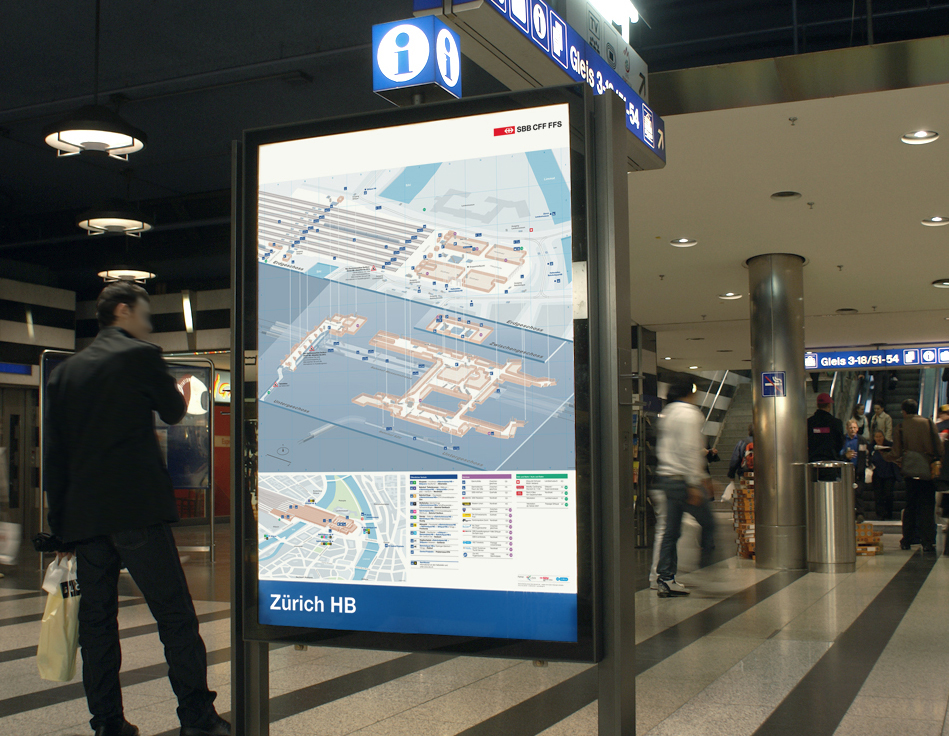
Trafimage Pläne im Bahnhof Zürich HB

Die Bahnhofpläne der SBB bilden eine eigenständige Produktegruppe im System Trafimage. Sie zeigen Shopping- und Gastroangebote an den Bahnhöfen und liefern Informationen zum öffentlichen Verkehr, den Umsteigemöglichkeiten sowie zur kombinierten Mobilität.
Die Bahnhofpläne decken 60 Bahnhöfe der SBB ab. Alle aktuellen Pläne können im Kartenportal als Plakat und als bildschirmoptimierte Webversion angeschaut und heruntergeladen werden. Je nach Komplexität werden die Bahnhöfe zwei- oder dreidimensional abgebildet. Daneben gibt es ca. 245 Bahnersatzpläne, die den Kunden bei einem Zugausfall den Weg zum Abfahrtsort des Bahnersatzbusses weisen. Trafimage-Pläne werden von den wichtigsten Unternehmen des öffentlichen Verkehrs und des Tourismus verwendet.
Im Jahr 2014 wurde die erste interaktive Plananwendung für den Bahnhof Bern lanciert. Er ermöglicht die Suche nach sämtlichen Angeboten in einer Webapplikation auf dem Desktop oder mobilen Geräten.
Die Trafimage-Bahnhofpläne beruhen auf mehreren Datenquellen. Für die Gebäudedarstellungen wird ein CAD-Modell erstellt. Dieses basiert auf DfA-Daten. Für die Umgebung werden Swisstopo-Daten verwendet.

## Liniennetzpläne
Die Liniennetzpläne werden in erster Linie im Schweizer Regionalverkehr eingesetzt und zeigen schematisch die Verbindungen von Bahn, Bus und Tram im öffentlichen Verkehr.